# 土木施工管理技士
土木施工管理技士（どぼくせこうかんりぎし）は、日本の施工管理技士国家資格のうちの1つ。国土交通省管轄。
公共工事で必置となる主任技術者や監理技術者になるために必須の資格であり、東日本大震災以降の除染工事や造成工事などの復興工事において需要が急激に高まっている。
国家試験は一般財団法人全国建設研修センターが実施している。
- 1級は年1回実施される。(学科が例年7月、実地が例年10月実施(実地受験者は今年度学科合格者・前年度学科合格者・特定の技術士二次試験合格後実務経験を満たしたもののみが受験できる。))
- 2級は年2回実施される。(学科・実地試験及び第1回学科試験は例年10月実施、第2回学科試験は2月に実施される(ただし、第2回学科試験は土木のみ受験できる。))

## 概要
1級と2級に分かれる。
1級は河川、道路、橋梁、港湾、鉄道、上下水道、塗装、解体などの土木工事において、主任技術者または、監理技術者として施工計画を作成し、現場における工程管理、安全管理など工事施工に必要な技術上の管理などを行う。
2級は土木、鋼構造物塗装、薬液注入に分かれ、それぞれの種で河川、道路、橋梁、港湾、鉄道、上下水道などの土木工事において、主任技術者として施工計画を作成し、現場における工程管理、安全管理など工事施工に必要な技術上の管理などを行う。
施工管理技士の区分はアラビア数字表記の1級、2級であるので注意する必要がある。（建築士は「一級建築士、二級建築士及び木造建築士をいう」と定義されており、アラビア数字ではない。）
- 都道府県市町村の災害復旧担当官に任命されることがある。
- 陸上自衛隊において施工管理技士は、施設科において幹部自衛官（3尉以上）となるための必要資格である。
- 学士を持たない人が土木研究のため大学院に個別入学資格審査できる資格である。
- この資格の保有者は1級・2級とも、社会保険労務士の受験資格が得られる。

## 種類
- 1級
- 2級
  - 土木
  - 鋼構造物塗装
  - 薬液注入

## 受験資格
1級
- 1年以上の指導監督的実務経験年数
  - 大学の指定学科を卒業後、3年以上の実務経験
  - 大学の指定学科以外を卒業後、4年6か月以上の実務経験
  - 短期大学、高等専門学校（5年制）の指定学科を卒業後、5年以上の実務経験
  - 短期大学、高等専門学校（5年制）の指定学科以外を卒業後、7年6か月以上の実務経験
  - 高等学校の指定学科を卒業後、10年以上の実務経験
  - 高等学校の指定学科以外を卒業後、11年6か月以上の実務経験
  - 上記以外の者は15年以上の実務経験
  - 2級土木施工管理技術検定合格者で5年以上の者は合格後、5年以上の実務経験
  - 2級土木施工管理技術検定合格者で5年未満の者は高等学校の指定学科を卒業後、9年以上の実務経験
  - 2級土木施工管理技術検定合格者で5年未満の者は高等学校の指定学科以外を卒業後、10年6か月以上の実務経験
  - 2級土木施工管理技術検定合格者で5年未満の者はその他で14年以上の実務経験
- 専任の主任技術者の実務経験が1年以上ある者
  - 2級土木施工管理技術検定合格者で合格後3年以上の者は合格後、1年以上の専任の主任技術者経験を含む3年以上の実務経験
  - 2級土木施工管理技術検定合格者で合格後3年未満の者は短期大学、高等専門学校（5年制）の指定学科以外を卒業後、7年以上の実務経験
  - 2級土木施工管理技術検定合格者で合格後3年未満の者は高等学校の指定学科を卒業後、7年以上の実務経験
  - 2級土木施工管理技術検定合格者で合格後3年未満の者は高等学校の指定学科以外を卒業後、8年6か月以上の実務経験
  - 2級土木施工管理技術検定合格者で合格後3年未満の者はその他で12年以上の実務経験
  - 上記以外の者は高等学校の指定学科を卒業後、8年以上の実務経験
  - 上記以外の者は高等学校の指定学科以外を卒業後、11年以上の実務経験
  - 上記以外の者はその他で13年以上の実務経験

2級
- 大学の指定学科を卒業後、1年以上の実務経験
- 大学の指定学科以外を卒業後、1年6か月以上の実務経験
- 短期大学、高等専門学校（5年制）の指定学科を卒業後、2年以上の実務経験
- 短期大学、高等専門学校（5年制）の指定学科以外を卒業後、3年以上の実務経験
- 高等学校の指定学科を卒業後、3年以上の実務経験
- 高等学校の指定学科以外を卒業後、4年6か月以上の実務経験
- 上記以外の者は8年以上の実務経験

## 試験科目
学科（一次試験）と、実地（二次試験）から成る。
1級
学科において土木工学、施工管理法、法規があり、実地において記述試験がある。
2級
学科において施工管理法、鋼構造物塗装施工管理法、薬液注入施工管理法のいずれかから選択、実地は種類ごとの施工管理法がある。なお、2級の後期試験では学科と実地が同日実施のため、後期日程を選んだ全受験者が実地試験も受けることになるが、学科試験で不合格の場合は実地試験の答案は採点されない。
なお、平成28年度より、高等学校の指定学科の在校生は、2年次より2級の学科試験を受験することが可能となった。

## 合格率
- 令和3(2021) 年度の1級土木施工管理技士の最終合格率（学科合格率60.6％×実地合格率36.6%）は22.2%
- 令和2(2020) 年度の1級土木施工管理技士の最終合格率（学科合格率60.1％×実地合格率31.0%）は18.6%
- 令和元(2019) 年度の1級土木施工管理技士の最終合格率（学科合格率54.7％×実地合格率45.3%）は24.7%
- 平成30(2018) 年度の1級土木施工管理技士の最終合格率（学科合格率55.6％×実地合格率34.5%）は19.1%
- 平成29(2017) 年度の1級土木施工管理技士の最終合格率（学科合格率66.2％×実地合格率30.0%）は19.8%
- 平成28(2016) 年度の1級土木施工管理技士の最終合格率（学科合格率55.0％×実地合格率36.7%）は20.1%
- 平成27(2015) 年度の1級土木施工管理技士の最終合格率（学科合格率54.6％×実地合格率37.3%）は20.3%
- 平成26(2014) 年度の1級土木施工管理技士の最終合格率（学科合格率58.5％×実地合格率39.5%）は23.1%
- 平成25(2013) 年度の1級土木施工管理技士の最終合格率（学科合格率60.0％×実地合格率35.3%）は21.1%
- 平成24(2012) 年度の1級土木施工管理技士の最終合格率（学科合格率54.8％×実地合格率34.6%）は18.9%
- 平成23(2011) 年度の1級土木施工管理技士の最終合格率（学科合格率40.8％×実地合格率20.8%）は8.4%
- 平成22(2010) 年度の1級土木施工管理技士の最終合格率（学科合格率53.0％×実地合格率18.5%）は9.8%
- 平成21(2009) 年度の1級土木施工管理技士の最終合格率（学科合格率50.9％×実地合格率19.1%）は9.7%
- 平成20(2008) 年度の1級土木施工管理技士の最終合格率（学科合格率70.5％×実地合格率25.9%）は18.2%
- 平成19(2007) 年度の1級土木施工管理技士の最終合格率（学科合格率50.8％×実地合格率36.7%）は18.6%
- 平成18(2006) 年度の1級土木施工管理技士の最終合格率（学科合格率51.2％×実地合格率30.7%）は15.7%
- 平成17(2005) 年度の1級土木施工管理技士の最終合格率（学科合格率49.2％×実地合格率56.2%）は27.6%
- 平成16(2004) 年度の1級土木施工管理技士の最終合格率（学科合格率37.8％×実地合格率57.6%）は21.7%
- 平成12(2000) 年度の1級土木施工管理技士の最終合格率（学科合格率49.9％×実地合格率62.3%）は31.0%

## 監理技術者として業務が可能な職種
| 資格名称        | 土木 | 建築 | 大工 | 左官 | とび土工 | 石工事 | 屋根工事 | 電気工事 | 管工事 | タイルレンガブロック工事 | 鋼構造物 | 鉄筋工事 | 舗装工事 | しゅんせつ | 板金工事 | ガラス工事 | 塗装工事 | 防水工事 |
| --------------- | ---- | ---- | ---- | ---- | -------- | ------ | -------- | -------- | ------ | ------------------------ | -------- | -------- | -------- | ---------- | -------- | ---------- | -------- | -------- |
| 1級建設機械     | ○    | -    | -    | -    | ○        | -      | -        | -        | -      | -                        | -        | -        | ○        | -          | -        | -          | -        | -        |
| 1級土木施工     | ○    | -    | -    | -    | ○        | ○      | -        | -        | -      | -                        | ○        | -        | ○        | ○          | -        | -          | ○        | -        |
| 1級建築施工     | -    | ○    | ○    | ○    | ○        | ○      | ○        | -        | -      | ○                        | ○        | ○        | -        | -          | ○        | ○          | ○        | ○        |
| 1級電気施工     | -    | -    | -    | -    | -        | -      | -        | ○        | -      | -                        | -        | -        | -        | -          | -        | -          | -        | -        |
| 1級管施工       | -    | -    | -    | -    | -        | -      | -        | -        | ○      | -                        | -        | -        | -        | -          | -        | -          | -        | -        |
| 1級造園施工     | -    | -    | -    | -    | -        | -      | -        | -        | -      | -                        | -        | -        | -        | -          | -        | -          | -        | -        |
| 1級電気通信施工 | -    | -    | -    | -    | -        | -      | -        | -        | -      | -                        | -        | -        | -        | -          | -        | -          | -        | -        |
| 一級建築士      | -    | ○    | ○    | -    | -        | -      | ○        | -        | -      | ○                        | ○        | -        | -        | -          | -        | -          | -        | -        |

| 資格名称        | 内装仕上工事 | 機械器具設置工事 | 熱絶縁工事 | 電気通信工事 | 造園工事 | さく井工事 | 建具工事 | 水道施設工事 | 消防施設工事 | 清掃施設工事 | 解体工事 |
| --------------- | ------------ | ---------------- | ---------- | ------------ | -------- | ---------- | -------- | ------------ | ------------ | ------------ | -------- |
| 1級建設機械     | -            | -                | -          | -            | -        | -          | -        | -            | -            | -            | -        |
| 1級土木施工     | -            | -                | -          | -            | -        | -          | -        | ○            | -            | -            | ○        |
| 1級建築施工     | ○            | -                | ○          | -            | -        | -          | ○        | -            | -            | -            | ○        |
| 1級電気施工     | -            | -                | -          | -            | -        | -          | -        | -            | -            | -            | -        |
| 1級管施工       | -            | -                | -          | -            | -        | -          | -        | -            | -            | -            | -        |
| 1級造園施工     | -            | -                | -          | -            | ○        | -          | -        | -            | -            | -            | -        |
| 1級電気通信施工 | -            | -                | -          | ○            | -        | -          | -        | -            | -            | -            | -        |
| 一級建築士      | ○            | -                | -          | -            | -        | -          | -        | -            | -            | -            | -        |